# Бисентини, Ремко
Ремко Бисентини (нидерл. Remko Bicentini, 20 февраля 1968, Неймеген) — нидерландский футбольный тренер.

## Карьера
В качестве футболиста выступал на позиции защитника за НЕК. Затем он продолжал свою карьеру в любительских коллективах. Свою тренерскую карьеру Бисентини на серьезном уровне начал в штабе сборной Нидерландских Антильских островов. Затем он самостоятельно ее возглавлял. Некоторое время Бисентини являлся ассистентом Патрика Клюверта в сборной Кюрасао. В 2016 году специалист сменил его у руля национальной команды. Под руководством Бисентини Кюрасао дважды пробивалось в финальный этап Золотого кубка КОНКАКАФ

## Семья
Отец тренера Мойзес Бисентини (1931—2007) также был футболистом и играл за НЕК. Он был организатором антильского клуба «Дойч Каррибиан Старз».